# Ovenna callidescens
Ovenna callidescens är en fjärilsart som beskrevs av George Francis Hampson 1914. Ovenna callidescens ingår i släktet Ovenna och familjen björnspinnare. Inga underarter finns listade i Catalogue of Life.